# Рем-Фледе-Барген
Рем-Фледе-Барген (нем. Rehm-Flehde-Bargen) — община в Германии, в земле Шлезвиг-Гольштейн.
Входит в состав района Дитмаршен. Подчиняется управлению КЛьГ Лунден. Население составляет 548 человек (на 31 декабря 2010 года). Занимает площадь 14,63 км².
Коммуна подразделяется на 3 сельских округа.